# Craniella elegans
Craniella elegans är en svampdjursart som beskrevs av Arthur Dendy 1905. Craniella elegans ingår i släktet Craniella och familjen Tetillidae.
Artens utbredningsområde är Sri Lanka. Inga underarter finns listade i Catalogue of Life.